# リスト・アーダーム
リスト・アーダーム（ハンガリー語: Liszt Ádám, ドイツ語: Adam Liszt, 1776年12月16日 - 1827年8月28日）は、フランツ・リストの父で、ハンガリーのアマチュアピアニスト、チェリスト。ドイツ語では「アーダム・リスト」と表記される。

## 概要
代々、ブルゲンラント地方にいたドイツ系（オーストリア系）ハンガリー人のリスト・ジェルジ(Liszt György)とその最初の妻バルバラ・シュレザーク（バーバラ・スレザーコヴァー）の第二子として、ネメシュヴェルジ（現・エーデルスタール）に生まれた。祖父のリスト・シェベスティエーン(Liszt Sebestyén)はオーストリア系の東方移民小作農家であった。
10代の頃、キシュマルトン（現在のウィーン郊外南方・アイゼンシュタット）においてフランツ・ヨーゼフ・ハイドンの監督するエステルハージ家のサマーオーケストラでチェロを演奏。プレスブルク（現在のスロバキアの首都のブラチスラヴァ）のカトリック系ギムナジウム（高等学校）を卒業した後、1795年にフランシスコ修道会に入ったが、1797年、自身の請願により還俗する。その後もフランシスコ修道会とは親密な関係を保ち続けた。息子の洗礼名もフランシスコである（フランツはフランシスコのドイツ語形）。
プレスブルク大学で哲学を修めたが、経済的事情により挫折。自活の必要に迫られて、1798年、フラクノー（現在のフォルヒテンシュタイン）にあったエステルハージ家の荘園の執事となる。2年後、カプヴァールに転属を命じられる。この地にはアイゼンシュタットのような音楽的な雰囲気が欠けているのを物足りなく思っていたほか、ハンガリー語が話せなかったため、2ヶ月と経たないうちに転属をエステルハージ公に請願している。作曲の素養もあった彼は、ショプロン県の西部地域に戻してもらうべく自らの作品をエステルハージ公に献呈した。1805年、遂にアイゼンシュタットの宮廷で職を得ることに成功。アイゼンシュタットでは幸せな日々を過ごした。余暇にはハイドンの後継者であるヨーハン・ネポムク・フンメルの楽団でチェロを演奏し、ケルビーニやベートーヴェンなど、アイゼンシュタットに来演した多くの音楽家たちと共演する機会に恵まれた。しかし1809年、約5万頭に及ぶヒツジの群れの監督官としてライディングの荘園に移されたことにより、幸せな時代は終わった。ライディングはアイゼンシュタットから50キロ足らずしか離れていなかったが、かなりの田舎町だったからである。
1810年の夏、マッタースブルクに父を訪問した際、アンナ・ラーガーと知り合った。アンナはそのころウィーンからマッタースブルクに移ってきたばかりだった。1811年1月11日、二人はウンターフラウエンハイト教区で挙式した。
1811年10月22日、夫妻の唯一の子であるフランツが誕生。
アーダームはライディングの自宅で室内楽演奏会を開いた。アイゼンシュタットから旧知の音楽家を招いたこともあり、フランツはそうした音楽的環境の中で成長した。6歳のフランツが音楽の才能を見せた時、アーダームは音楽を教えた。アーダームは、息子に一流の音楽教育を受けさせてやれるほどの経済的余力はなかったが、彼の奔走により、ハンガリーの貴族たちの援助を得ることに成功した。その後アーダーム夫妻は、フランツがウィーンやパリで活躍していた時も息子と親密でありつづけ、常に温かく支援していた。
アーダームは50歳のときにフランス北部のブローニュ＝シュル＝メールで死去した。そのときフランツは15歳に過ぎなかった。